# 창간호
"창간호"(The First Issue)는 한국에서 제작된 하수민 감독의 2019년 드라마 영화이다. 정형석 등이 주연으로 출연하였고 백승환 등이 제작에 참여하였다. 대한민국에서 2019년 1월 17일 개봉되었다.

## 출연

### 주연
- 정형석
- 문종원
- 조달환
- 이지현
- 조민재
- 김재화
- 서동갑
- 이영진
- 백수장
- 지일주
- 송동환
- 찬희
- 윤성우
- 서장현
- 김시영
- 양권석
- 백승환
- 이병수
- 부진서

### 조연
- 김종구
- 토리
- 백주환

## 기타
- 각색: 하수민
- 총괄프로듀서: 이유정
- 총괄프로듀서: 문현성
- 투자총괄: 김재민
- 프로듀서: 이유정
- 프로듀서: 박준수
- 프로듀서: 윤령주
- 프로듀서: 부진서
- 공동제작: 김민재
- 공동제작: 문현성
- 조명: 강지현
- 조명: 송재완
- 조명: 김상영
- 조명: 박현원